# Bundesautobahn 654
Die Bundesautobahn 654 (Abkürzung: BAB 654) – Kurzform: Autobahn 654 (Abkürzung: A 654) – war eine geplante Autobahn südlich von Karlsruhe. Nachdem die Planungen zum Weiterbau der Bundesautobahn 8 durch den Pfälzerwald in den 1980er-Jahren aufgegeben wurden, blieb lediglich die Südumfahrung von Karlsruhe als A 654 übrig, ehe auch sie verworfen wurde. Sie sollte auf identischer Trasse von der in Planung befindlichen Bundesautobahn 65 über eine Rheinbrücke führen und bei Malsch an die Bundesautobahn 5 anbinden.